# 中村量空
中村 量空（なかむら りょうくう、1948年12月14日 - 2001年11月29日）は、理論物理学者。
福井県立短期大学助教授、福井県立大学教授を歴任。専攻は理論物理学、科学思想、複雑系。コンボルーション理論の提唱者。
また、印度学仏教学会理事を務め、進化経済学会にも加わり、自然科学から思想、経済、社会に至るまで広く論じた。

## 生涯
兵庫県生まれ。本名・英一。静岡大学卒、1977年名古屋大学大学院理学研究科博士課程修了、1978年理学博士。 
2001年11月29日、肝不全のため死去。

## 著書
- 『シュレーディンガーの思索と生涯 波動のパラダイムを求めて』 福井謙一序、工作舎 1993　ISBN 978-4-87502-216-9
- 『複雑系の意匠 自然は単純さを好むか』中公新書 1998
- 『<超脱皮>企業を目ざす サバイバルのための複雑系思考』中央公論新社 2001

### 翻訳
- エルヴィン・シュレーディンガー『精神と物質 意識と科学的世界像をめぐる考察』工作舎 1987 ISBN 978-4-87502-305-0
- エルヴィン・シュレーディンガー『わが世界観』橋本芳契監修 早川博信,橋本契共訳 共立出版 1987 のちちくま学芸文庫
- クラウス・マインツァー『複雑系思考』シュプリンガー・フェアラーク東京 1997

## 論文
- Cinii

## 注
1. 1 2  『現代物故者事典2003～2005』（日外アソシエーツ、2006年）p.866
2. ↑  『“超脱皮”企業を目ざす サバイバルのための複雑系思考』著者紹介